# Olivette Otele
Olivette Otele (Camerún, 1970) es una historiadora francesa nacida en Camerún, experta en los vínculos entre historia, memoria y geopolítica en relación con los pasados coloniales francés y británico. Fue la primera mujer negra en ocupar una cátedra de Historia en el Reino Unido.

## Trayectoria
Otele nació en Camerún en 1970 y creció en París (Francia). De ascendencia camerunesa, ha sido descrita como la «quintaesencia de la Europa africana» Estudió en la Universidad de La Sorbona de París (Francia), donde se especializó en historia colonial y poscolonial europea. Se licenció en Literatura en 1998 y obtuvo un máster en 2000. En 2005 se doctoró por la Universidad de La Sorbona con una tesis titulada Mémoire et politique: l'enrichissement de Bristol par le commerce triangulaire, objet de polémique, sobre el papel de la ciudad de Bristol en el comercio transatlántico de esclavos.
Tras completar sus estudios de doctorado, Otele fue nombrada profesora asociada en la Universidad París XIII. Fue nombrada profesora titular en la Universidad de Bath Spa en 2013. En 2018, a la edad de 48 años, Otele se convirtió en la primera mujer negra en ser nombrada catedrática de Historia en el Reino Unido, nombrada en la Universidad de Bath Spa. Reconoció que su ascenso al profesorado le llevó más tiempo por tener responsabilidades asistenciales como madre de dos hijos y porque es una mujer de color.  El informe sobre Race, Ethnicity & Equality publicado por la Royal Historical Society en octubre de 2018 reveló que solo el 0,5% de los historiadores que trabajan en las universidades del Reino Unido son personas negras. Hasta el ascenso de Otele nunca había habido una mujer negra catedrática de Historia en el Reino Unido.
En octubre de 2019 se anunció que Otele había sido nombrada primera profesora de Historia de la Esclavitud en la Universidad de Bristol. Asumió su cargo en enero de 2020 y comenzó un proyecto de investigación de dos años para examinar la conexión de Bristol con el comercio transatlántico de esclavos. La investigación pretendía ser "un hito en la forma en que Gran Bretaña examina, reconoce y enseña la historia de la esclavitud". En la primavera de 2022, Otele dejó Bristol por incorporarse a la Escuela de Estudios Orientales y Africanos (SOAS), un cambio que abordó en un hilo de Twitter que recibió mucha atención.
Otele se convirtió miembro de la Royal Historical Society (FRHistS) y de la junta directiva de Historians Against Slavery (Historiadores contra la esclavitud), miembro de la junta ejecutiva de la British Society for the Eighteenth-Century Studies (Sociedad Británica de Estudios del Siglo XVIII), miembro de la Association for Cultural Studies (Asociación de Estudios Culturales) y miembro del Centre international de recherches sur les esclavages (Centro Internacional de Investigaciones sobre los Esclavos). También pasó a formar parte de la junta del National Archives Trust y del comité de investigación del Museo de Victoria y Alberto. En junio de 2020, Otele fue nombrada presidenta independiente de la Comisión de Igualdad Racial de Bristol, un cargo no remunerado. En 2022, Otele se convirtió en investigadora visitante de Historia Afrocanadiense en el Centro de Historia de la Comunidad de Huron y en el Departamento de Historia de la Universidad de Huron.

## Investigación
Otele ha escrito sobre la memoria cultural y colectiva y la memorialización del pasado. Analiza los legados de la colonización europea en las sociedades posteriores a la esclavitud. Ha publicado artículos académicos sobre las identidades afroeuropeas, incluida la condición de francés, las identidades británicas en Gales y lo que significaba ser británico, galés y negro. Otele ha participado en varias becas de investigación importantes sobre la diáspora africana. Ha estudiado el modo en que las sociedades británica y francesa abordan la ciudadanía. Ha estudiado la trata de esclavos en el Atlántico. Otele fue la investigadora principal del proyecto People of African Descent in the 21st Century: Knowledge and Cultural Production in Reluctant Sites of Memory, que recibió 24.022 libras esterlinas de financiación del Consejo de Investigación de Artes y Humanidades. El proyecto se desarrolló entre mayo de 2017 y noviembre de 2018.
Otele es autora de tres libros y ha colaborado en otros tantos. En 2009 publicó L'histoire de l'esclavage transatlantique britannique: des origines de la traite transatlantique aux prémisses de la colonisation. Su monografía Afro-Europeans: a Short History fue publicada en 2020 por Hurst Publishers. La editorial Hodder compró los derechos exclusivos de la versión en audiolibro, que será narrada por Otele y saldrá a la venta junto con la publicación en papel. Su volumen editado, Post-Conflict Memorialization: Missing Memorials, Absent Bodies, fue publicado en 2021 por Palgrave Macmillan.
Otele ha escrito para HistoryExtra de la BBC, The Conversation y Times Higher Education. También colabora regularmente con otros programas de prensa, televisión y radio, como The Guardian, Sky News, The Sunday Times, Elle Magazine, Huffington Post y The New Yorker. Ha participacido en programas de BBC Radio 4 y el podcast History Hit de Dan Snow. Se convirtió en miembto del John Blanke Project, una colaboración de artistas e historiadores que celebra a los Tudor negros. Otele habló en el Fin de Semana de Historia de Winchester de 2018, sobre cómo los africanos cambiaron la Europa moderna temprana. Consideró a africanos y europeos destacados que no se recuerdan de otra manera en los libros de historia populares. Fue entrevistada por Krishnan Guru-Murthy para la serie de podcasts de Channel 4 News Ways to Change the World: 'Will a Summer of Race Protests Create Lasting Change?' en octubre de 2020.
Su mayor influencia es la historiadora congoleña Elikia M'Bokolo. Otele habla francés, inglés, algo de alemán y tres lenguas camerunesas, ewondo, eton y bulu.
Otele se convirtió en directora del proyecto "We Are Bristol: Reparative Justice Through Collaborative Research" en la Universidad de Bristol, que trabaja con las comunidades locales para comprender cómo la historia de la trata transatlántica de esclavos sigue afectando a la población de Bristol. El proyecto cuenta con una subvención de 290.000 libras del UK Research and Innovation (UKRI).

## Reconocimientos
En 2018, Otele fue nombrada una de las mujeres más influyentes del año al ser incluida en la lista 100 Women de la BBC.

## Trabajo publicado

### Monografías y volúmenes editados
- Histoire de l'esclavage britannique: des origines de latreatment transatlantique aux premisses de la colonization (París: M. Houdiard, 2008)
- African Europeans: An Untold History (Hurst, 2020),ISBN 9781787381919
- Otele, Olivette, Gandolfo, Luisa, Galai, Yoav (eds), Post-Conflict Memorialization: Missing Memorials, Absent Bodies (Londres: Palgrave Macmillan, 2021)

### Capítulos de libros y artículos de revistas
- "Within and Outside Western Feminism and Grand Narratives: Cameroonian Women's Sites of Resistance", Nationalism(s), Post-nationalism(s): Centre de Recherche Interdisciplinaire, ed. M. Piquet (París: Presses de Paris-Dauphine, 2008), págs. 119–129
- "Religion and Slavery: A Powerful Weapon for Pro-slavery and Abolitionist Campaigners", Le Debat sur l'abolition de l'esclavage en Grande Bretagne, 1787–1840, ed. M. Prum y F. Le Jeune (París: Editions Ellipses, 2008), págs. 89–102
- "Liverpool dans la traite transatlantique: Imperatifs et pratiques des peres de la cite", Villes portuaires du commerce triangulaire à l'abolition de l'esclavage.  Cahiers de l'histoire et des mémoires de la traite négrière, de l'esclavage et de leurs abolitions en Normandie, 1, ed. Saunier (Cléon: Routes du philanthrope, 2009), págs. 57–70
- "Dependance, pouvoir et identite ou les ambiguites de la 'camerounicite'", 50 ans après, quelle indépendance pour l'Afrique?, editado por G. Makhily (París: Philippe Rey, 2010), págs. 467–482,ISBN 9782848761565
- "Resisting Imperial Governance in Canada: From Trade and Religious Kinship to Black Narrative Pedagogy in Ontario", The Promised Land: History and Historiography of the Black Experience in Chatham-Kent's Settlements and Beyond (Toronto: University of Toronto Press, 2014),ISBN 9781442647176
- "History of Slavery, Sites of Memory, and Identity Politics in Contemporary Britain", A Stain on Our Past: Slavery and Memory (Trenton: Africa World Press, 2017), pp. 189–210, ISBN 9781569025802
- "'Liberté, Egalité, Fraternité': Debunking the Myth of Egalitarianism in French Education", in Unsettling Eurocentrism in the Westernized University, ed. J. Cupples y R. Grosfoguel (Londres: Routledge, 2018)

### Artículos
- "We Need to Talk About Slavery's Impact on All of Us", The Guardian, 9 de noviembre de 2019.[46]
- "These Anti-racism Protests Show It's Time for Britain to Grapple with Its Difficult History", The Guardian, 9 de junio de 2020.[47]
- Black activism can't be effective if we aren't taught black history", The Guardian, 28 de octubre de 2020.[48]
- "Roy Hackett was a civil rights hero – everyone in Britain should know his name", The Guardian, 3 de agosto de 2022.[49]
- "Today we remember the tragedy of slavery, but the culture war that denies Britain's past continues", The Guardian, 23 de agosto de 2022.[50]